# Nébuleuse australe du Crabe
La nébuleuse australe du Crabe, désignée par Henize 2-104 (abrégé en Hen 2-104), est une nébuleuse située dans la constellation du Centaure à environ 4 450 pc (∼14 500 al) du Système solaire. Cette structure est générée par une étoile binaire, plus précisément une étoile symbiotique formée d'une géante rouge variable de type Mira et d'une naine blanche.

## Formation
Le Crabe austral est une nébuleuse bipolaire,. Elle est associée à une étoile binaire. L'étoile centrale est une étoile froide ayant quitté la branche asymptotique des géantes. Son compagnon est une naine blanche.
Selon une étude publiée au début du XXIe siècle, les deux jets et les deux lobes du sablier extérieur proviendraient de la naine blanche tandis que le sablier intérieur serait généré par le vent stellaire de la géante rouge.

## Histoire et dénomination
En 1964, l'astronome américain Karl G. Henize (1926-1993) découvre l'objet,,. Il n'en publiera la découverte qu'en 1967,,. Dans l'intervalle, il la diffuse par des communications privées.
En 1966, l'astronome James D. Wray découvre l'objet en étudiant des plaques photographiques Kodak prises par Karl G. Henize à l'observatoire Lamont-Hussey (en) (Bloemfontein, État libre d'Orange, Union sud-africaine) de 1949-1951,,.
En 1966, l'astronome australienne Louise B. Webster (1941-1990) considère l'objet comme une probable nébuleuse planétaire,,. En 1973, l'astronome britannique David A. Allen (1946-1994) le classe comme une nébuleuse planétaire compacte avec coquille de poussière circumstellaire,,. En 1986, les astronomes A. Gutiérrez-Moreno, H. Moreno et G. Cortés concluent que l'objet n'est pas une nébuleuse planétaire mais un système symbiotique. En 1987, l'astronome sud-africaine Patricia A. Whitelock (en) détecte la présence, dans le noyau de la nébuleuse, d'une étoile de type Mira,,,. Depuis, la nébuleuse n'est plus considérée comme une nébuleuse planétaire mais comme une nébuleuse associée à un système binaire symbiotique,.
En 1989, l'objet reçoit sa désignation d'étoile variable : V852 Cen.
La structure est observée, pour la première, par les astronomes Hugo E. Schwarz (1953-2006), Colin Aspin et Julie H. Lutz (en) (1944-2022),. Le 30 janvier 1989, l'Observatoire européen austral annonce leur observation par un communiqué de presse. Les dénominations de « Crabe austral » et de « nébuleuse australe du Crabe » se référent à sa ressemblance morphologique avec la nébuleuse du Crabe de l'hémisphère boréal.
La dénomination Henize 2-104 fait référence à Karl G. Henize, un astronome américain (et astronaute de la NASA à bord d'Apollo 15 et du Skylab) qui étudia, entre autres, les nébuleuses planétaires.

## Galerie

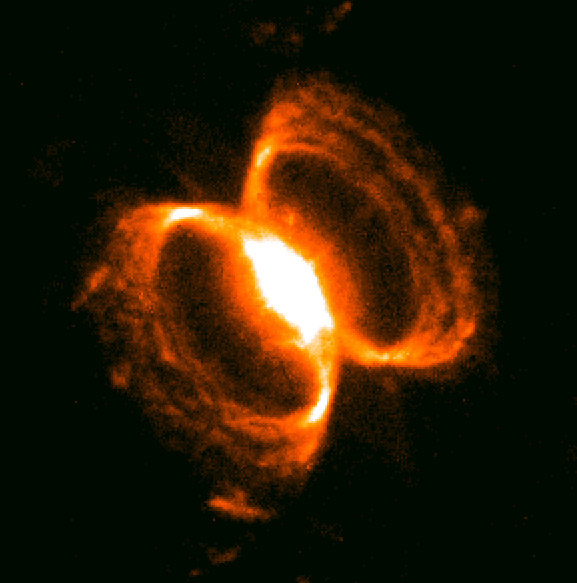
Sablier intérieur de Hen 2-104 vu en 1999 par le télescope spatial Hubble[24].
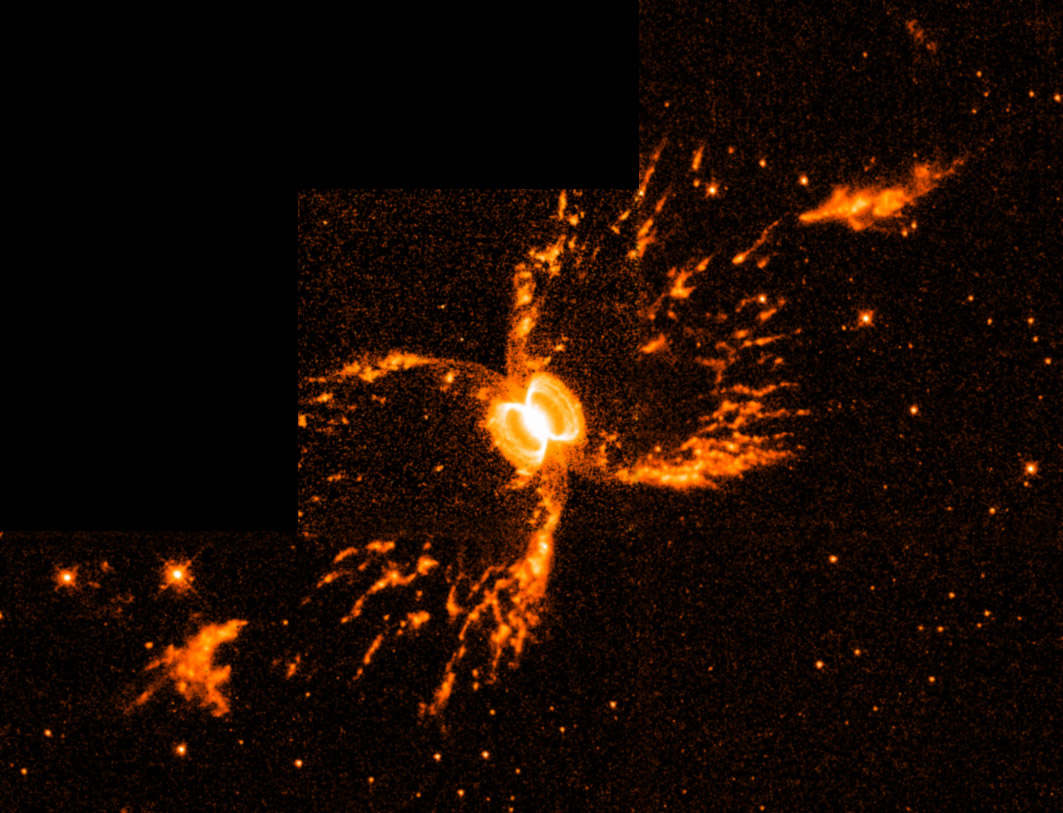
Image composite de la structure d'ensemble de Hen 2-104 obtenue en 1999 par le télescope spatial Hubble[25].